# مینگوویل (پنسیلوانیا)
مینگوویل (به انگلیسی: Mingoville) یک منطقهٔ مسکونی در ایالات متحده آمریکا است که در شهرستان سنتر، پنسیلوانیا واقع شده‌است. مینگوویل ۴٫۷۴ کیلومتر مربع مساحت و ۵۰۳ نفر جمعیت دارد و ۳۱۵٫۴۷ متر بالاتر از سطح دریا واقع شده‌است.